# معوذتین
مُعَوِّذَتَیْن (به عربی: المعوذتان، به معنای «دو پناه‌جویی» یا «دو تعویذ») اصطلاحی اسلامی است که به دو سوره پایانی قرآن، یعنی سوره فلق (سوره ۱۱۳) و سوره ناس (سوره ۱۱۴)، اشاره دارد. دلیل این نام‌گذاری آن است که هر دو سوره با عبارت «قُلْ أَعُوذُ...» (بگو: پناه می‌برم...) آغاز می‌شوند و محتوای آن‌ها درخواست پناه بردن به خداوند از انواع شرور ظاهری و باطنی است.
این دو سوره که از سوره‌های کوتاه قرآن هستند، در سنت اسلامی جایگاه ویژه‌ای دارند و به عنوان دعاهایی برای محافظت در برابر بلاها، چشم‌زخم، جادو و وسوسه‌های شیطانی خوانده می‌شوند. روایات متعددی بر اهمیت قرائت آن‌ها توسط پیامبر اسلام، به‌ویژه برای محافظت از خود و دیگران، تأکید دارند.
موضوع مکی یا مدنی بودن این دو سوره و همچنین هم‌زمان بودن نزول آن‌ها محل بحث مفسران بوده است. با این حال، مهم‌ترین چالش تاریخی دربارهٔ معوذتین، گزارش‌هایی است که طبق آن‌ها عبدالله بن مسعود، از صحابه مشهور پیامبر، این دو سوره را بخشی از وحی قرآنی نمی‌دانست و در مصحف (نسخه شخصی قرآن) خود ثبت نکرده بود. این دیدگاه که در تاریخ اسلام به شدت مطرود شد، با مخالفت قاطع سایر صحابه و اجماع مسلمانان در طول تاریخ مواجه گشت و امروزه تمامی فرقه‌های اسلامی بر اینکه معوذتین جزئی جدایی‌ناپذیر از قرآن هستند، اتفاق نظر دارند.

## واژه‌شناسی
واژه استعاذه (مصدر باب استفعال از ریشه «ع-و-ذ») در زبان عربی به معنای پناه بردن و درخواست محافظت است. این مفهوم ریشه در یک نیاز غریزی انسان برای یافتن پناهگاهی امن در برابر خطرات دارد. به گزارش دائرةالمعارف بزرگ اسلامی، اعراب پیش از اسلام از انواع مختلفی از «تعویذها» برای دفع شرور استفاده می‌کردند. با ظهور اسلام، قرآن این مفهوم را در چهارچوب توحید بازتعریف کرد و پناه بردن به خداوند را به عنوان تنها استعاذه حقیقی معرفی نمود.
اهمیت استعاذه در قرآن به حدی است که ریشه این واژه ۱۷ بار در قرآن به کار رفته و دو سوره کامل به آن اختصاص یافته است. سوره‌های فلق و ناس به دلیل آغاز شدن با فعل امر «قُلْ أَعُوذُ» (بگو پناه می‌برم)، از همان ابتدا به «معوذتین» (صیغه تثنیه از «معوّذة» به معنای دعای پناهندگی) یا «معوذتان» شهرت یافتند. این دو سوره عملاً جایگزین تمام اوراد و تعویذهای دوران جاهلیت شدند.
با وجود اینکه نام این دو سوره به صورت تثنیه به کار می‌رود، در آثار مفسران مرسوم نبوده که هر یک از آن‌ها را به تنهایی «معوذة» بنامند.

## تاریخچه و سبب نزول
دربارهٔ زمان نزول معوذتین، دو دیدگاه کلی وجود دارد: برخی روایات آن‌ها را مکی و برخی دیگر مدنی دانسته‌اند. همچنین روایاتی بر نزول هم‌زمان هر دو سوره تأکید دارند.
مشهورترین روایت دربارهٔ سبب نزول این دو سوره، که در منابعی چون الدر المنثور سیوطی نقل شده، ماجرای جادو شدن پیامبر اسلام توسط یک مرد یهودی به نام لبید بن اعصم است. طبق این روایت، پیامبر در اثر این جادو بیمار شد و جبرئیل با نازل کردن معوذتین، محل اختفای ابزار جادو را به او نشان داد. پس از یافتن آن، با خواندن هر آیه از این دو سوره، گرهی از ابزار جادو باز و حال پیامبر بهبود می‌یافت.
این روایت با نقدهایی نیز روبرو شده است:
1. نقد متنی: برخی معتقدند این روایت با آیاتی از قرآن (مانند فرقان، ۸-۹) که پیامبر را از گزند سحر مصون می‌داند، در تضاد است. در مقابل، افرادی چون محمدحسین طباطبایی این نقد را رد کرده و معتقدند مصونیت پیامبر در آن آیات به معنای دیوانه یا مجنون نشدن در اثر سحر است و با بیماری جسمی ناشی از آن منافاتی ندارد.[۱۲]
2. نقد سندی: روایت با سندهای گوناگون و گاهی متناقض (مضطرب) نقل شده است.[۱۳]
3. نقد تاریخی: مواجهه پیامبر با یهودیان در مدینه رخ داد، در حالی که بسیاری از روایات، این سوره‌ها را مکی می‌دانند.[۱۴]

پژوهشگران غربی مانند آنگلیکا نویورث (Angelika Neuwirth) نیز معتقدند سبک و محتوای معوذتین با دیگر بخش‌های قرآن تفاوت‌هایی دارد و احتمالاً این دو سوره به همراه سوره فاتحه، به عنوان نوعی آغاز و انجام (شبیه به مقدمه و مؤخره یا colophon در نسخ خطی) برای محافظت از متن قرآن به آن افزوده شده‌اند.

## جایگاه در قرآن و مسئله جزئیت

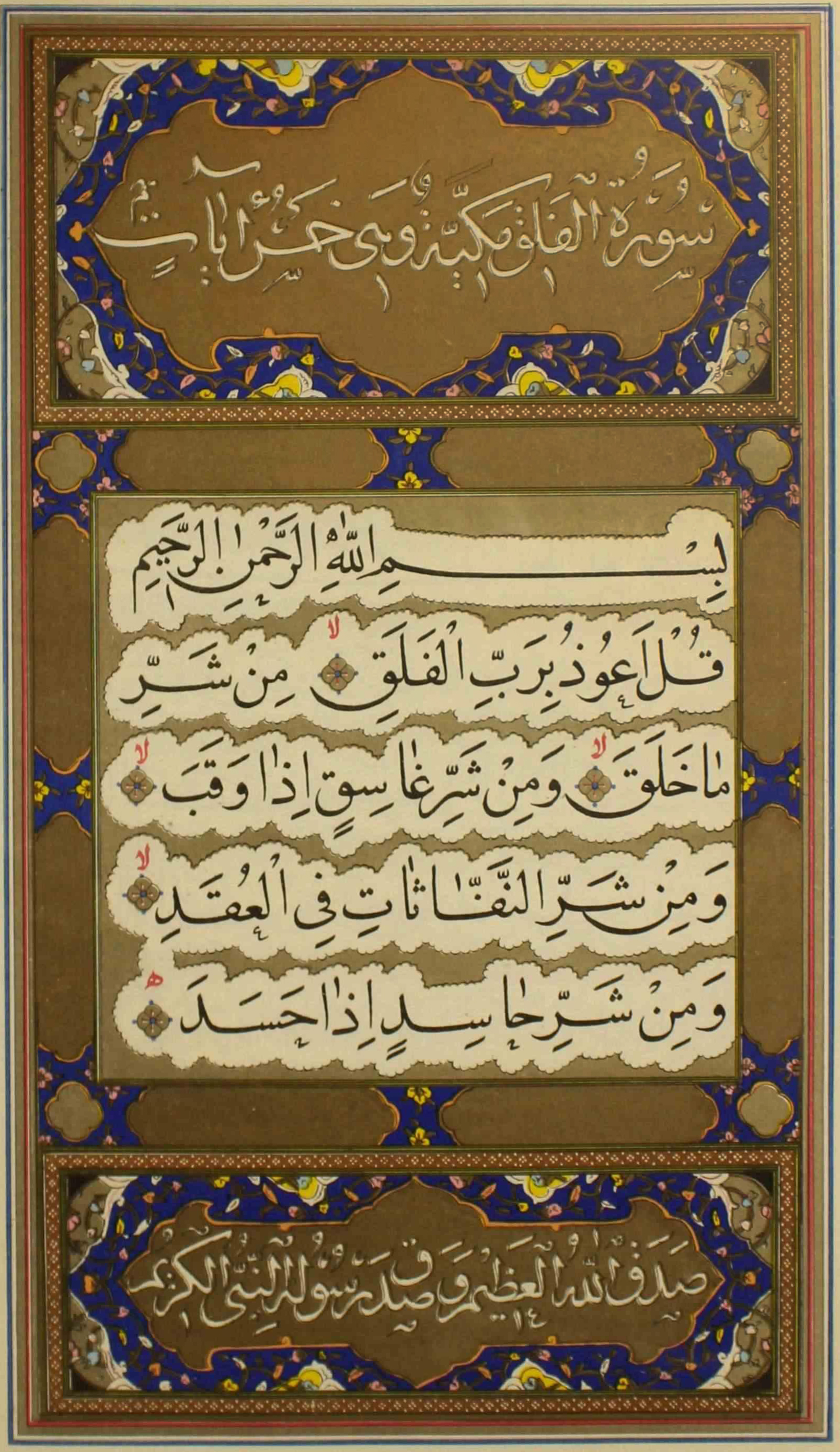
قرآن اثرِ احمد نیریزی؛ کتابت: ۱۱۱۷ ه‍. ق. در این مصحف، سورهٔ فلق مکی دانسته شده‌است.

مهم‌ترین بحث تاریخی پیرامون معوذتین، مسئله جزئیت آن‌ها از قرآن است. بر اساس گزارش‌های متعدد در منابع حدیثی و تفسیری، عبدالله بن مسعود، از کاتبان وحی و صحابه نزدیک پیامبر، این دو سوره را در مصحف شخصی خود وارد نکرده و آن‌ها را دعاهایی برای تعویذ می‌دانست، نه بخشی از کلام وحی.
این دیدگاه در تاریخ اسلام با واکنش‌های مختلفی روبرو شد:
- توجیه و تبیین: برخی مفسران مانند ابن قتیبه و دیگران معتقدند ابن مسعود، پیامبر را می‌دید که با این دو سوره حسن و حسین را تعویذ می‌کند، اما چون قرائت آن را در نمازهای واجب از ایشان نشنیده بود، گمان کرد که این دو صرفاً دعا هستند.[۱۸][۱۹] برخی دیگر احتمال داده‌اند که او صرفاً دستور مکتوب کردن آن‌ها را از پیامبر نشنیده بود یا بعداً از نظر خود بازگشته است.[۲۰]
- مخالفت شدید: در مقابل، اجماع قاطع صحابه و تابعین بر این بود که معوذتین بخشی از قرآن هستند. این اجماع به حدی بود که در تمام مصحف‌های رسمی، از جمله مصحف عثمانی که مبنای قرآن امروزی است، این دو سوره ثبت شدند.
- دیدگاه شیعه: در روایات شیعه، این دیدگاه ابن مسعود به شدت نقد شده است. از امامان شیعه مانند جعفر صادق و محمد باقر نقل شده که بر جزئیت معوذتین تأکید کرده و عمل ابن مسعود را اشتباه یا دروغ دانسته‌اند. گزارش شده است که امام صادق این سوره‌ها را در نماز قرائت می‌کرد تا بر تعلقشان به قرآن صحه بگذارد.[۲۱][۲۲]
- دیدگاه اهل سنت: علمای اهل سنت نیز با قاطعیت این دیدگاه را رد کرده‌اند. یزید بن هارون، از علمای قرن دوم هجری، کسانی را که معوذتین را جزئی از قرآن ندانند، تکفیر کرده است.[۲۳]

امروزه، هیچ تردیدی در میان مسلمانان دربارهٔ جزئیت معوذتین از قرآن وجود ندارد و نظر ابن مسعود به عنوان یک دیدگاه شخصی و مطرود در تاریخ ثبت شده است.

## فضیلت و کاربرد در سنت اسلامی

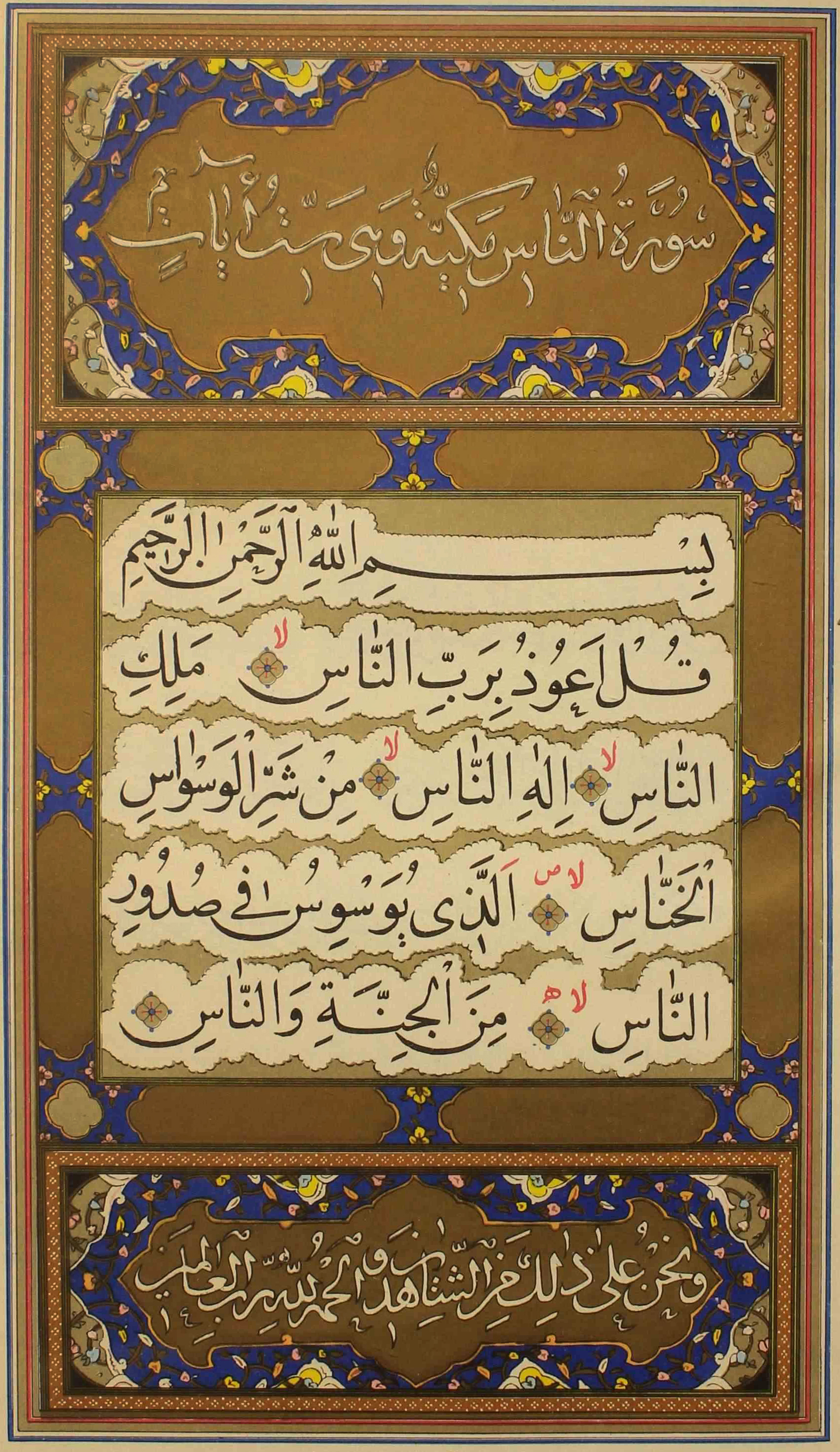
قرآن اثر احمد نیریزی؛ در این مصحف، سورهٔ ناس مکی دانسته شده‌است.

در منابع روایی شیعه و سنی، فضائل و خواص بسیاری برای قرائت معوذتین ذکر شده است. این دو سوره کاربرد گسترده‌ای در زندگی روزمره مسلمانان دارند:
- بهترین تعویذ: پیامبر اسلام این دو سوره را بهترین تعویذها برای پناه بردن به خدا از شرور معرفی کرده است.[۲۵] نقل شده که ایشان نوه‌های خود، حسن و حسین، را با این دو سوره تعویذ می‌کرد.[۲۶][۲۷]
- محافظت از شرور: قرائت آن‌ها برای در امان ماندن از شر جن، وسوسه‌های شیطان، چشم‌زخم و انواع بیماری‌ها و بلاها توصیه شده است.[۲۸]
- فضیلت در نماز: در روایتی از محمد باقر آمده است که هر کس در نماز وتر، سوره‌های معوذتین و توحید را بخواند، نمازش مقبول درگاه الهی خواهد بود.[۲۹][۳۰]
- جایگاه نزد خداوند: در احادیث نبوی آمده که این دو سوره از محبوب‌ترین سوره‌ها نزد خدا هستند و آیاتی مانند آن‌ها بر پیامبر نازل نشده‌است.[۳۱][۳۲]
- ثواب قرائت: از پیامبر نقل شده است: «هر کس دو سوره فلق و ناس را بخواند، مانند آن است که تمام کتاب‌های پیامبران الهی را خوانده باشد.»[۳۳][۳۴]

این روایات نشان‌دهنده اهمیت معنوی و کاربردی معوذتین در فرهنگ اسلامی است.